# Karin Beyer
Karin Beyer (* 30. Juli 1941 in Halberstadt), verheiratet Karin Harzer, ist eine ehemalige deutsche Schwimmerin, die für die DDR startete. Sie stellte am 20. Juli 1958 in Berlin den ersten Weltrekord eines DDR-Schwimmers auf und verbesserte diesen wenig später. Dafür wurde sie 1958 zur ersten DDR-Sportlerin des Jahres gewählt.
Einziger großer internationaler Wettkampf, an dem sie teilnahm, blieben die Europameisterschaften 1958 in Budapest, wo sie mit der DDR-Lagenstaffel Vierte wurde. 1960 scheiterte sie in der Qualifikationsausscheidung für die Olympischen Spiele in Rom.
Karin Beyer startete für den SC Chemie Halle sowie für den SC Rotation Leipzig und trainierte bei Liesl Kaufmann. Nach Ende ihrer Schwimmkarriere wurde sie Sportlehrerin in Halle-Neustadt.

## Ehemalige Weltrekorde
- 100 Meter Brust: 1:20,3 min (20. Juli 1958 in Berlin)
- 100 Meter Brust: 1:19,6 min (12. September 1958 in Leipzig)
- 200 Meter Brust: 2:48,0 min (5. August 1961 in Budapest)